# Aeroport Internacional Santa Bernardina
L'Aeroport Internacional Santa Bernardina (IATA: DZO, OACI: SUDU) és un aeroport d'ús públic i militar que es troba a Durazno, al centre de l'Uruguai.
L'aeroport es troba a una altitud de 93 metres. Les seves dues pistes: 03/21 amb una superfície d'asfalt, fa 2 279 m x 45 m i 09/27 amb una superfície d'asfalt, fa 1 452 m x 30 m.